# 고팔라 1세
고팔라 1세(벵골어: গোপাল, 재위: 750년 ~ 768년)는 팔라 제국의 창건자이다. 그의 이름에 들어간 팔라는 "보호자"를 의미하며 모든 팔라 황제의 이름을 가리키는 어미로 사용되었으며, 팔라 왕조의 민족적 또는 카스트적 고려를 암시하거나 나타내지 않는다. 그는 서기 8세기 후반 벵골에서 지역 군장들의 추대로 제위에 올랐다.

## 태생
고팔라가 제위에 오른 시기로 추정되는 비문이나 기념비는 없다.:39 그는 후기 문헌 참조와 비문의 족보를 통해 알려져 있다. 대방광보살장문수사리근본의궤경에 따르면 벵골의 굽타 통치가 끝난 후 사람들은 바드라를 군주로 추대했다. 그는 브라만 봉건 영주들을 파괴했지만 여전히 무정부 상태가 지배적이었다. 그 후 고팔라가 즉위하였다. 그는 천한 카스트(다사지비나)였다. 대방광보살장문수사리근본의궤경은 팔라의 통치가 확립될 시기와 꽤 가까운 시기에 편찬되었으며, 매우 후기의 다른 참고 문헌들보다 더 정통하다고 여겨진다. 발랄 차리타와 가나라마의 다르마망갈라(두 작품 모두 16세기)에서는 팔라를 하급 크샤트리야로 묘사한다. 팔라와 카이바르타 또는 마히샤와의 관계도 같은 방향을 가리키고 있다.
그의 아버지의 이름은 바피야타, 할아버지는 다이타비슈누였다. 그의 아들 고팔라의 칼림푸르 동판에 새겨진 추도문에는 그의 아버지 바피타타가 칸디타티 또는 “적을 죽인 자”로, 할아버지 다이타비슈누가 사르바-비디아바타(“고도로 교육받은” 의미에서 “모든 것을 아는”)로 묘사되어 있다. 라마차리타 같은 팔라 시대의 후기 문헌에서는 팔라 통치자들을 사무드라쿨라 또는 해양 공동체의 후손으로 언급한다.

## 추대
가우다 국왕 샤샹카가 사망한 후 벵골에서는 한 세기 동안의 무정부 상태와 혼란이 이어졌다. 이 상황은 산스크리트어 문구인 마츠야냐야("물고기 정의", 즉 큰 물고기가 작은 물고기를 잡아먹는 상황)로 묘사된다. 고팔라가 권력을 잡은 것은 서기 750년경이었다.
| “ | Matsyanyayam apakitum prakritibhir Lakshmiya karam grahitah Sri Gopala iti kshitisa-sirsam chudamani-tatsubha 물고기들 사이에서 일어나는 일과 유사한 상황을 끝내기 위해, '프라크리티'는 왕들의 머리 장식 보석인 영광스러운 고팔라를 행운의 여신인 락슈미의 손을 잡게 만들었다. | ” |

산스크리트어 프라크리티는 일반적으로 “사람”을 의미한다. 티베트 불교의 라마 타라나타(1575-1634)는 거의 800년 후에 쓴 글에서 고팔라가 벵골 주민들에 의해 민주적으로 선출되었다고 저술했다. 그러나 그의 기록은 전설의 형태이며 역사적으로 신뢰할 수 없는 것으로 간주된다. 전설에 따르면 무정부 상태가 지속되던 시기에 국민들은 여러 왕을 연이어 선출했는데, 선출된 다음 날 밤에 이전 왕의 나가 여왕에게 모두 잡아먹혔다고 한다. 그러나 고팔라는 여왕을 죽이고 왕위에 올랐다.
역사적 증거에 따르면 고팔라는 신민들이 직접 선출한 것이 아니라 봉건 족장들에 의해 선출된 것으로 보인다. 이러한 선거는 이 지역의 부족 사회에서 매우 흔했다. 칼림푸르 동판의 연은 추도사로, 프라크리티라는 단어를 비유적으로 사용한다.
다양한 비문과 역사적 기록에 대한 다양한 해석을 바탕으로 여러 역사가들은 고팔라의 통치를 다음과 같이 추정한다.
| 역사가                | 추정한 재위기간 |
| --------------------- | --------------- |
| RC 마줌다르 (1971)    | 750–770         |
| AM 초두리(1967)       | 756–781         |
| BP 싱하 (1977)        | 755–783         |
| DC 시르카르 (1975–76) | 750–775         |

## 치세 및 업적
대방광보살장문수사리근본의궤경에 따르면, 고팔라는 27년간의 치 끝에 80세의 나이로 사망했다. 그의 생애나 군사 경력에 대해서는 많이 알려져 있지 않지만, 사망 당시 고팔라는 아들 다르마팔라(기원전 770-810년)에게 큰 왕국을 물려주었다. 고팔라 치하 왕국의 정확한 경계에 대한 기록은 없지만, 거의 모든 벵골 지역(고우르, 바렌드라, 방가)과 마가다의 일부를 포함했을 가능성이 있다.

## 종교
고팔라의 사후에 작성된 몇몇 자료들은 그를 불자로 언급하고 있지만, 이것이 사실인지는 불명이다.:39 타라나타(1575-1634)는 고팔라가 확고한 불자이자 불교의 주요 후원자라고 주장했다. 그는 또한 고팔라가 오단타푸리에 유명한 불교 승원을 세웠다고 주장했다.